# Valeggio
Valeggio (Valègg in dialetto lomellino) è un comune italiano di 197 abitanti della provincia di Pavia in Lombardia. Si trova nella Lomellina centrale, nella pianura tra l'Agogna e il Terdoppio.

## Storia

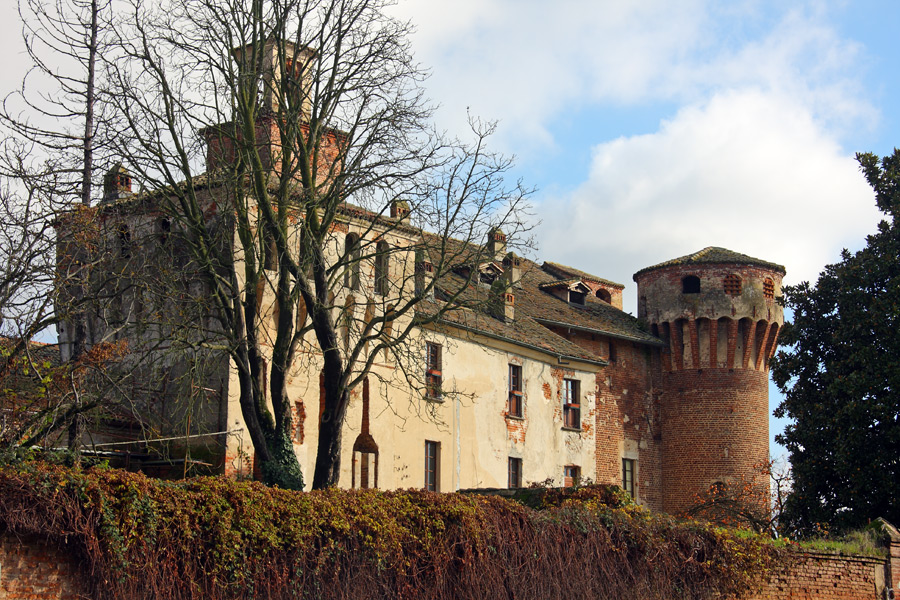
Il castello

Valeggio, come altri luoghi vicini (in particolare Garlasco), appartenne dal X secolo al monastero di San Salvatore di Pavia. Nel 1250 appare come Valegium nell'elenco delle terre soggette al dominio di Pavia. Successivamente appartenne ai conti Albonese di Pavia, originari di Albonese in Lomellina (e forse discendenti dai conti palatini di Lomello). Nel 1487 il conte Gualtiero Albonese permutò il feudo di Valeggio con Luigi Arcimboldi di Milano (in cambio di Sabbione, frazione di Zerbolò). Alla morte senza eredi, nel 1675, di Antonio Arcimboldi, conte de Candia (che era anche conte di Candia Lomellina), la signoria di Valeggio fu incamerata. La località fu nuovamente infeudata nel 1708 a Pietro Quintana di Milano (il cui nome è ricordato dalla locale cascina Quintana) e dal 1733 ai De Cardenas, fino alla fine del feudalesimo (1797).
Nel 1713 Valeggio, con tutta la Lomellina, fu incluso nei domini di Casa Savoia, e nel 1859 entrò a far parte della provincia di Pavia.
All'inizio del XX secolo, le famiglie Borra, de Candia e Serra sono emigrate in Argentina da Valeggio Lomellina.

### Simboli
Lo stemma del Comune di Valeggio è stato concesso con regio decreto del 21 dicembre 1936.
(R.D. 21.12.1936)
Il gonfalone, concesso con D.P.R. del 6 marzo 2006, è costituito da un drappo di giallo con la bordatura di azzurro.

## Monumenti e luoghi d'interesse

### Architetture civili
- Castello di Valeggio, edificio a pianta trapezia con tre torri (due cilindriche e una quadrata) dotate di beccatelli.[7]

### Architetture religiose
- Parrocchiale dei Santi Pietro e Paolo[8]

## Società

### Evoluzione demografica
Abitanti censiti

## Galleria d'immagini

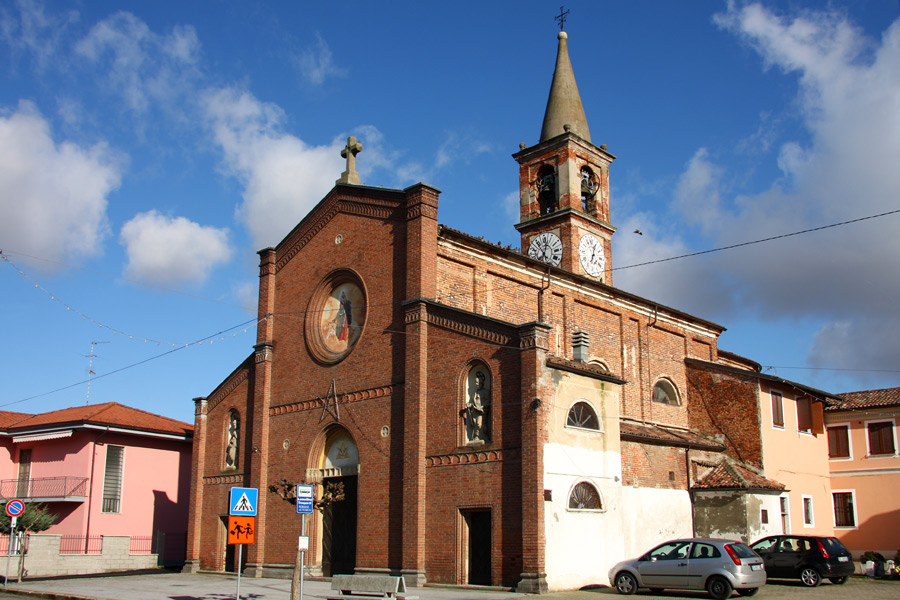
La chiesa parrocchiale
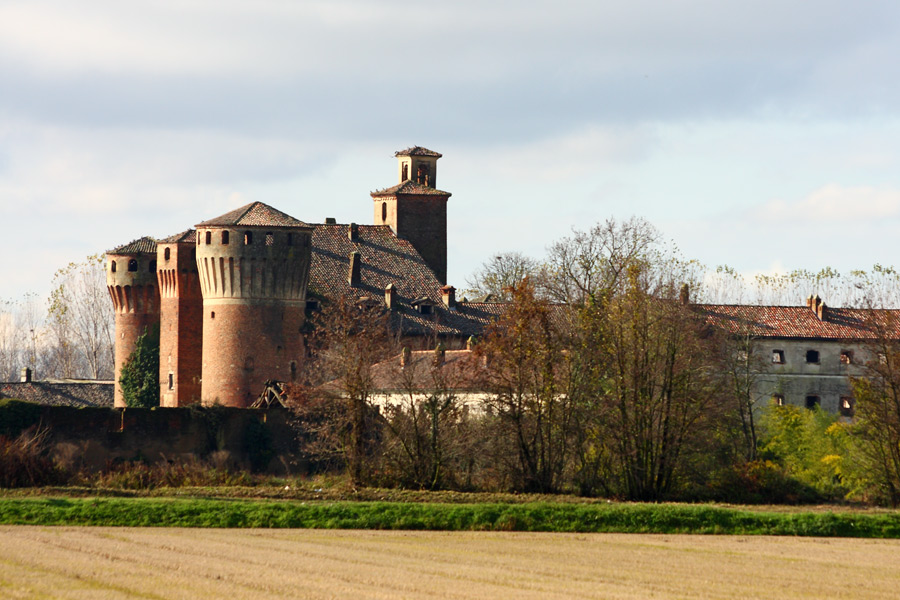
Vista del castello da est
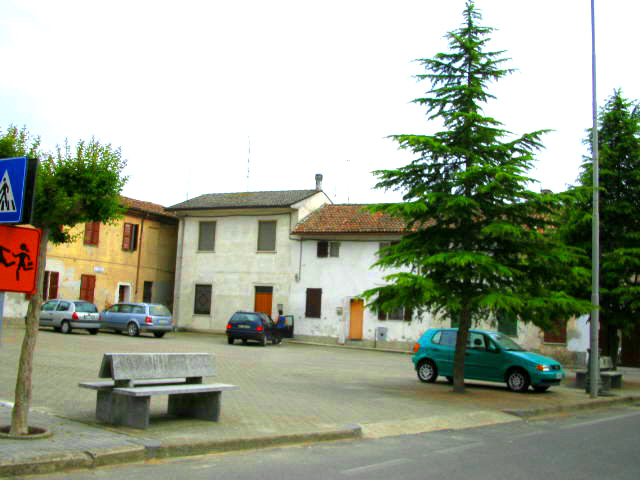
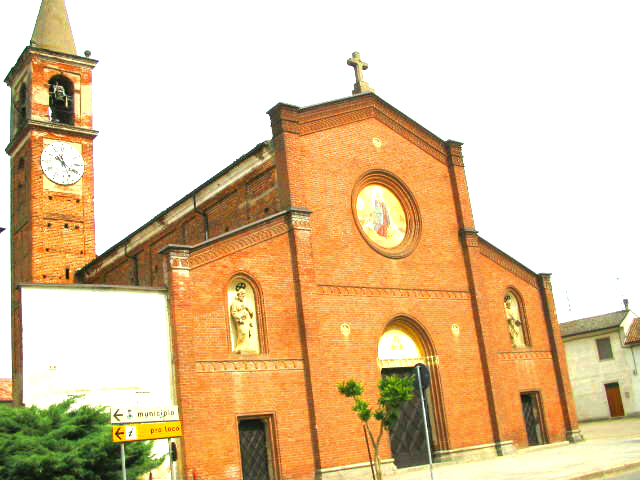
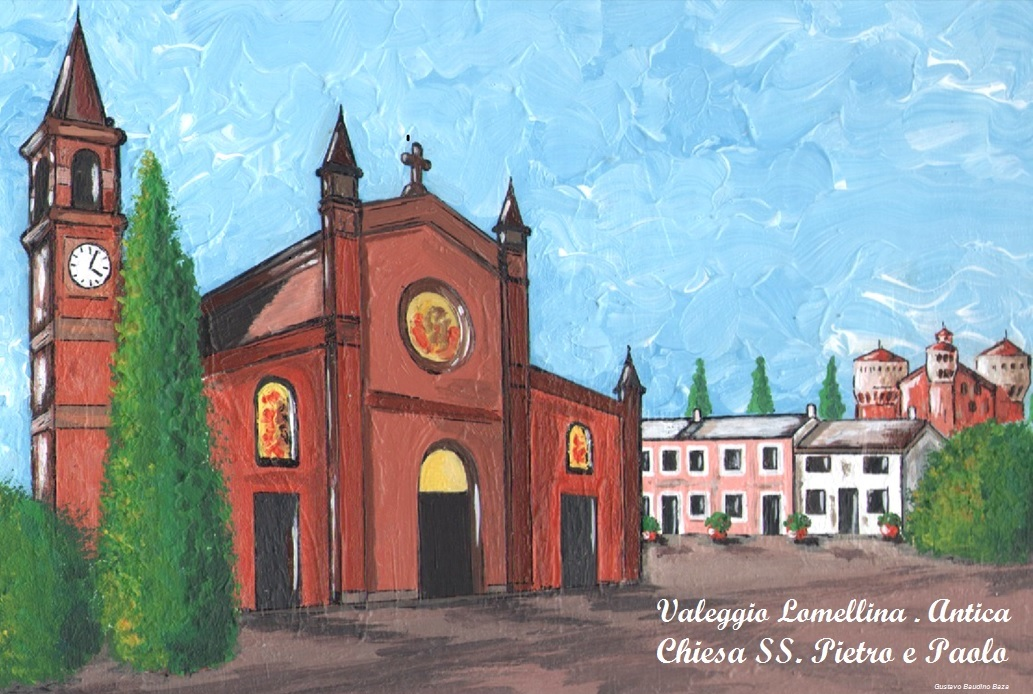
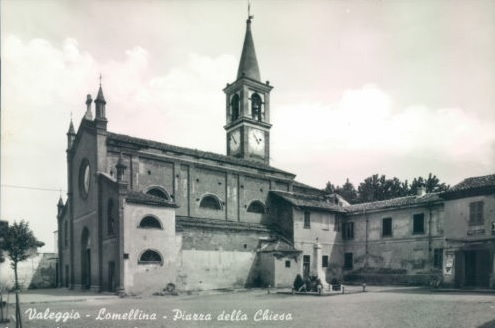
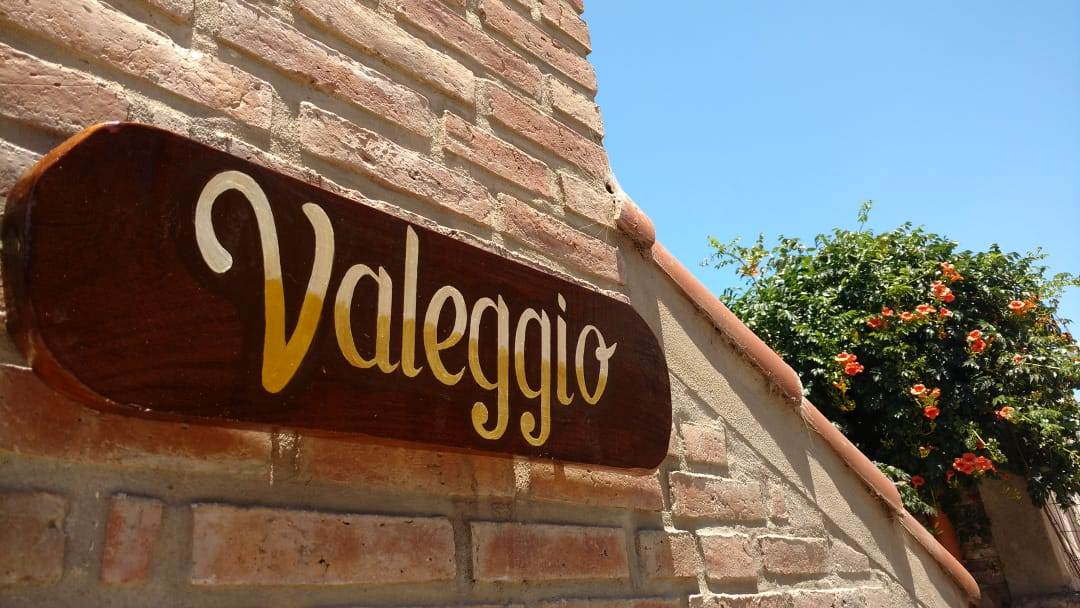